# Prosopocera hamata
Prosopocera hamata är en skalbaggsart som först beskrevs av Aurivillius 1907.  Prosopocera hamata ingår i släktet Prosopocera och familjen långhorningar.
Artens utbredningsområde är Nigeria. Inga underarter finns listade i Catalogue of Life.